# 上名寄
上名寄（かみなよろ）は、北海道上川地方の上川郡下川町にある町字である。郵便番号は098-1216である。

## 地名の由来
名寄川の上流にあることに由来する。

## 地理
下川町の西部に位置する。地域は主に農地、山林として利用され、旧上名寄駅付近に小市街がある。東は北町、西町、南および西は名寄市、北は珊瑠に接する。

### 河川
- 名寄川
- 下川パンケ川
- 矢文川 - アイヌ語名「シュプノッ」（Supun-ot、うぐい・群在する）
- 十四線沢川 - アイヌ語名「トウシマコマナイ」（To-ous-mak-oman-nay、沼・尻・奥・山の向こうへ行く・川）
- 十二線沢川 - アイヌ語名「メムトマムアンナイ」（Mem-tomam-an-nay、泉・沼地・ある・川）

## 歴史
公区として、上名寄第1、上名寄第2、上名寄第3公区を含む。概ね殖民区画の上名寄11線から20線までの地帯である。名寄川沿いの沖積平野である上名寄原野地区は、1901年に16線から19線にかけて岐阜団体により町内では最も早く開拓の鍬が下ろされた。1902年には11線から15線に八丈団体が入植した。1903年には米の試作に成功した。原野地区の南側の台地の上や名寄川に注ぐ小さな沢沿いはやや遅れて大正から昭和初期にかけて開拓された。名寄川の北側・上名寄川向地区の台地や沢沿いは、戦後開拓により拓かれた。上名寄12線にあった旧JR北海道名寄本線上名寄駅付近にはかつては澱粉工場や木工場、製粉工場などがあり小市街を形成したが、現在はその面影はない。農林地帯として発展している。

### 沿革
- 1924年（大正13年）1月1日 - 下川村分村に伴い、11字が設置される。
- 1982年（昭和57年） - 農業基盤整備の換地処分に伴い「字下川」が新設される。
- 1984年（昭和59年）4月1日 - 従来の字を改正し、上名寄が設置される。（従来の「字上名寄」とは一致しない）

### 町名の変遷
| 実施後 | 実施年月日   | 実施前（各字名ともその一部）                                                                     |
| ------ | ------------ | ------------------------------------------------------------------------------------------------ |
| 上名寄 | 1984年4月1日 | 下川原野、名寄原野、名寄、上名寄原野、上名寄、名寄太原野、モサンル原野、ペンケヌカナン原野、下川 |

## 交通

### バス
- 名士バス 興部線、下川線

### 道路
- 国道239号 - 仮定県道（殖民区画の上名寄原野基線とほぼ一致）

### 鉄道
かつてはJR北海道名寄本線が通り、地区内に上名寄駅、矢文駅、岐阜橋駅の3駅があったが1989年（平成元年）5月1日に廃止された。

## 施設
- 上名寄第1公区会館、上名寄生活改善センター、上名寄川向会館
- 下川墓地
- 下川町農山村交流広場「上名寄交流広場」
- 上名寄郵便局
  - 1931年（昭和6年）7月1日 - 上名寄12線南2番地に上名寄郵便取扱所開設
  - 1936年（昭和11年）1月21日 - 上名寄郵便局に昇格（無集配）
  - 1947年（昭和22年）9月11日 - 集配業務を開始
  - 1949年（昭和24年）6月7日 - 電話交換業務を開始
  - 1962年（昭和27年）3月17日 - 電話交換業務を下川郵便局に集中合併
  - 1968年（昭和43年）7月1日 - 郵便番号制度を導入（098-11）
  - 1972年（昭和47年）3月27日 - 集配業務を廃止
  - 1981年（昭和56年）11月24日 - 国道239号をはさんだ向かい側へ新築移転、業務取扱開始
- 上名寄小学校（廃校）- 現 下川町農村活性化センター「おうる」
  - 1904年（明治37年）6月15日 - 上名寄19線共有地に上名寄簡易教育所開設
  - 1908年（明治41年）3月25日 - 校舎全焼、4月より個人宅の物置を借り授業再開
  - 1908年（明治41年）7月1日 - 上名寄教育所に昇格
  - 1908年（明治41年）8月17日 - 上名寄16線南2番地に新築移転（現・上名寄生活改善センター所在地）
  - 1910年（明治43年）9月1日 - 上名寄村立上名寄尋常小学校に昇格
  - 1915年（大正4年）11月1日 - 名寄町立上名寄尋常小学校に改称
  - 1924年（大正13年）1月1日 - 下川村立上名寄尋常小学校に改称
  - 1941年（昭和16年）4月1日 - 下川村立上名寄国民学校に改称
  - 1942年（昭和17年）4月1日 - 高等科を併置
  - 1947年（昭和22年）5月15日 - 下川村立上名寄小学校に改称
  - 1949年（昭和24年）12月1日 - 下川町立上名寄小学校に改称
  - 1959年（昭和34年）10月12日 - 上名寄15線北2番地に移転、小中併置に
  - 1994年（平成6年）11月13日 - 開校90周年記念式典挙行
  - 2002年（平成14年）3月31日 - 児童数減少により休校
  - 2003年（平成15年）3月31日 - 廃校
  - 2004年（平成16年）12月 - 下川町農村活性化センター開設
  - 2008年（平成20年）12月 - 下川町育苗施設を併置
- 上名寄中学校（廃校）
  - 1947年（昭和22年）5月12日 - 下川村立下川中学校上名寄分校開設、上名寄小学校と併置
  - 1948年（昭和23年）11月22日 - 下川中学校独立校舎設立により本校に統合
  - 1953年（昭和28年）4月5日 - 下川町立上名寄中学校を新設、小学校と併置
  - 1954年（昭和29年）11月12日 - 上名寄15線北2番地に独立校舎を得て移転
  - 1959年（昭和34年）10月12日 - 小学校が当地へ移転、小中併置に
  - 1977年（昭和52年）11月6日 - 開校25周年記念式典挙行
  - 1978年（昭和53年）4月1日 - 下川中学校に統合、廃校
- 上名寄警察官派出所（廃止）
  - 1922年（大正11年）3月 - 上名寄12線市街の東縁に上名寄巡査駐在所開設
  - 1966年（昭和41年） - 下川警部補派出所詰となる
  - 1968年（昭和43年）4月1日 - 名寄警察署上名寄警察官派出所に改称
  - 1969年（昭和44年）4月1日 - 廃止
- 北海道立水産孵化場天塩支場名寄事業所（廃止）
  - 1926年（大正15年）11月9日 - 上名寄15線に天塩水産会が開設
  - 1928年（昭和3年）5月 - 天塩鮭鱒養殖水産組合に継承
  - 1934年（昭和9年）7月 - 道営となり北海道鮭鱒孵化場天塩事業所に改称
  - 1941年（昭和16年）4月 - 国営となり北海道水産孵化場天塩事業所に改称
  - 1948年（昭和23年）4月 - 北海道水産孵化場天塩支場に改称
  - 1949年（昭和24年）5月 - 支場が美深町へ移転となり、北海道水産孵化場天塩支場名寄事業所に改称
  - 1952年（昭和27年）4月 - 道営となり北海道立水産孵化場天塩支場名寄事業所に改称
  - 1963年（昭和38年）3月 - 名寄事業所が廃止に